# Consiglio mondiale sull'acqua
Il Consiglio mondiale sull'acqua (in inglese World Water Council) è un'organizzazione internazionale con sede a Marsiglia e la cui missione è "promuovere consapevolezza, costruire impegno politico e dare impulso ad azioni relativamente ai problemi critici di tutti livelli inerenti all'acqua". In particolare, l'organizzazione si propone di sostenere le pratiche di conservazione, protezione, sviluppo e gestione dell'acqua su basi sostenibili dal punto di vista ambientale!
Il Consiglio dà vita ogni tre anni al più grande congresso internazionale sull'acqua, chiamato  Forum mondiale sull'acqua (World Water Forum).
Il Consiglio è finanziato principalmente attraverso i costi di iscrizione, fondi pubblici devoluti dalla città di Marsiglia, e donazioni da parte di governi, ONG e altre organizzazioni.